# Ян (оповідання)

«Ян» — оповідання Леся Мартовича, написане приблизно в другій половині 1899 року.  Уперше опубліковано у Львові в збірочці оповідань «Не-читальник».

## Історія написання
Оскільки оповідання «Ян» не вважалося популярним та знаковим для Мартовича, то дослідникам не вдалося детально дослідити його історію.

### Історія появи та друку
Оповідання, ймовірно, було написане в 1899 році, й опубліковане у Львові накладом Українсько-руської видавничої спілки в 1900 році в другій, за ліком, збірці покутського автора. Для Українсько-руської видавничої спілки то була Серія І. №23.
Після першої свої творчої спроби, Мартович не був у захваті відвідгуків на свого літературного первістка. Тому майже десятиліття він не вдавався до писання. Та перебуваючи в колі активних українців та маючи чимало друзів літераторів (Стефаника, Павлика та інших) він раз-по-раз та навертався в сторону літератури. Тим більше, що в товаристві він вважався найкраим оповідачем та ще й гострим на слівце.
Відтак, саме наприкінці століття Мартович знову навернувся до літератури й написав кілька оповідок, зокрема й оповідання «Ян».
Саме після публікації збірки оповідань, в якій була оповідка «Ян», за Лесем Мартовичем закріпилося звання гостро-соціального молодого письменника, який найперше бачить і відтворює комічні сторони життя своїх сучасників. Їхня темність, забитість пояснюється вузькістю життєвої стежини, визначеної селянинові, його безправ’ям, мілиною інтересів, міщанським розумом.

### Посвята
Оповідання було видруковане у збірочці із «Посвятою Костеви Бірецкому». Очевидно що це була дань поваги до багаторічного друга Мартовича і знаного тогочасного адвоката та етнографа Костеві Бірецькому. Його приятель Кость був сином, невтомного збирача українського,лемківського фольклору, греко-католицького священика та український суспільного діяча Івана Бірецького. Вже, роками пізніше, Кость Бірецький став зачинателем рухі Січовиків, ввійшовши навіть до Українську Боєву Управу при Січових Стрільцях.
|  | ...Погожого травневого дня 1907 року до будинку окружного суду в Щирці (у 1945-2005 рр. в ньому розміщувалася військова частина) прийшов високий, інтелігентної зовнішності пан з вусами-стрілами і, знайшовши двері з табличкою “Адвокат д-р Кость Бірецький” постукав. Коли адвокат ознайомився з рекомендаційним листом, зняв окуляри і здивовано вигукнув: - Даруйте, ви той самий Лесь Мартович? - Так, – посміхнувся відвідувач, знімаючи капелюха, – він самий, прошу пана. Бірецький розгубився. З одного боку, провінційний інтелігент міг пишатися, що в його канцелярії буде працювати вже досить відомий письменник. Саме його, найвидатніший літературний авторитет тих часів Іван Франко, вважав непересічним сучасним новелістом. Він включав його ім’я до російської енциклопедії та огляди української літератури в російській, німецькій та чеській періодиці. З іншого боку, адвокатові доводилося читати його твори, в яких автор батожив гострою сатирою не лише урядовців, суддів-хабарників та повітових старостів, але й державний та суспільний устрій айстро-угорської монархії, висміював так звані “конституційні свободи” та “демократичні” вибори. Все ж Бірецькому конче потрібен був досвідчений з високою фаховою освітою помічник і він задовольнив прохання. Так життєві шляхи привели Олексу Семеновича Мартовича до старовинного містечка Щирця.... |

Лесь Мартович у Щирцю [Архівовано 24 липня 2018 у Wayback Machine.]
Саме на роботі в адвокатській канторі Бірецького в Щирцю, Мартовичу вдалося покращити своє становище і надихнутися на нові творчі та суспільні звершення, але хвороба таки давалася взнаки. Разом з сім’єю він замешкав неподалік від будинку суду на приватній квартирі (нині початок Ланів). Щирецький період життя письменника був надзвичайно напруженим. Працюючи адвокатом, він знаходив час для завершення навчання у Львівському університеті. 1909 року отримав диплом, що давало можливість заснувати адвокатську контору та мати гідний заробіток на утримання сім’ї. Водночас відвідував видавництва Львова, вів важкі переговори з видавцями, оскільки влада та цензура усіляко перешкоджали друку його творів. Отже, з 1905 року він практично не друкувався. У Львові спілкувався з друзями, керівниками радикальної партії, до якої належав. Постійний тиск влади не завадив Мартовичу плідно працювати над своїм найбільшим твором – широкоплановою повістю “Забобон”, яку вдалося закінчити 1911 року.
Різке загострення хвороби шлунку позбавило його можливості працювати адвокатом, що в умовах ігнорування його творчості позбавляло засобів для елементарного існування. І вже потім, Іван Кунцев запросив його до себе в село Улицьке й надав можливість для літературної праці.

## Аналіз змісту (оповідання)
Оповідання зберіглося за авторським автографом. При першій публікації в 1900 році в збірці «Не-читальник», с.82—88.

### Сюжет
Оповідання «Ян» — це драматична сценка,

### Дійові особи
- Ян — прислужний в готелі (селянин, що перебрався до міста, але так і не став міщанином);
- Янова — дружина Яна (дрібна селянка-міщанка, що намагається знайти своє місце в місті);
- Нічний гість — уявний відвідувач готелю (чи то справжні чи уявний персонаж, який "впробуджує" селянина з похмільного угару).

### Особливості
Характерний монолог-розмірковування колишнього галицького селянина, який перебрався до великого міста, але так і не став міщанинином. Мартовичу вдалося яскраво змалювати сірими та брудними пастелями зібраний образ тогочасного українського селянина-міщанина. Розповідь розгортається від імені героя-п'янички із запамороченою горілкою психікою. Весь твір – це наче і монолог, і оповідь невдахи-міщанина, який розповідає про все, що спаде на п’яну голову.
Під тиском обставин (зазвичай зі сторони дружини та безгрошів'я) він таки наважується на престижну (як для нього) роботу - але звичний режим та устої таки беруть верх над ним. Його манить-вабить горівка, що він наче захворів і в тих фантазмах його кидає в різні кутки його пам'яті: навертає додому до рідних йому селян та корчми, там він забуває про своє нужденне життя. А насамкінець він доходить висновку: 

## Публікації
За життя автора ця оповідка лише одного разу була оприлюднена, в його другій збірці. В подальшому її час від часу друкували,але гостра сатира над новоутвердженими селянами-міщанами стримувала редакторів від її популяризації (давалися взнаки політичної заангажованості, останніх)

### Перші публікації
- в збірці «Не-читальник» — Львів, 10.08.1900, с.12—15;
- в зібранні творів «Лесь Мартович. Твори (в 3-х томах)» — Краків, 1943;

Пізніше, оповідання лише зрідка друкувалося у радянські часи, адже їдка і глибока сатира над зубожілим селянином не вписувалася в загальну політичну канву тогочасся.